# Sylvia Günthner
Sylvia Günthner (* 19. Dezember 1988 in Stuttgart) ist eine deutsche Filmproduzentin.

## Leben
Sylvia Günthner gründete im Jahr 2009 mit ihren damaligen Kommilitonen der Lazi Akademie Esslingen – the European School of Film and Design – Lucien Förstner und Steven Weber die Firma „Mirror Maze – Filmproduktion“ mit Sitz in Stuttgart.
Die Firmengründung war auch gleichzeitig der Grundstein für die Spielfilmproduktion Bela Kiss: Prologue.
Sie wirkte seit 2006 an diversen Kurz- und Werbefilmproduktionen mit und wurde dafür mehrfach ausgezeichnet. Weitere künstlerische Erfahrungen konnte sie unter anderem an der Staatsoper Stuttgart sammeln, wo sie für mehrere Produktionen Mitglied des Ensembles der Jungen Oper war.
Ihr Werbespot „Anti-Aids-Trailer“ wurde beim Spotlight-Festival 2009 unter die Top 5 der besten Nachwuchsproduktionen gewählt, anschließend lief er auf den Internationalen Filmfestspielen von Cannes auf dem Court Métrage – Festival de Cannes.
Sylvia Günthners erster Spielfilm Bela Kiss: Prologue startete am 10. Januar 2013 bundesweit in den deutschen Kinos und kam am 29. November 2013 als Blu-Ray und DVD in den Handel. Der Film wurde weltweit in verschiedene Länder verkauft. Am 3. Dezember 2013 startete Bela Kiss: Prologue in USA, Kanada, Australien, Neuseeland und Südafrika. 
Seit Januar 2013 ist sie in der Bewegung Neuer Deutscher Genrefilm, in der sich viele junge deutsche Filmemacher gruppiert haben, mit dem Wunsch und Anspruch, die Genres Horror, Thriller und Science-Fiction in Deutschland zu etablieren.

## Filmografie (Auswahl)
- 2008: Anti-Aids-Trailer
- 2008: Blu Bowl Lanes and Lounges
- 2013: Bela Kiss: Prologue (Spielfilm)
- 2013: Noir (Kurzfilm – Auswahl der Shocking Shorts 2013)